# Fokker C.V
Die Fokker C.V ist ein zweisitziger Doppeldecker mit V-förmigem Strebewerk, der als Jagdbomber und Aufklärer eingesetzt wurde.

## Geschichte
Der Erstflug eines Prototyps fand im Mai 1924 statt. Zwischen 1924 und 1926 entstanden 90 Varianten, die sich nur in der Tragflügelkonstruktion unterschieden. Als Antrieb dienten Motoren unterschiedlicher Bauart, deren Einbau sich meist nach den Wünschen der Betreiber richtete. Die in Norwegen eingesetzten Flugzeuge diese Typs waren 1940 bei der Abwehr deutscher Luftangriffe auf das Land im Einsatz.

## Ausstattung
Die Version Fokker C.V-W war mit Schwimmern anstelle von Rädern ausgestattet. Die auch als Bomber eingesetzte Fokker C.V-E hatte eine größere Flügelfläche als das zweisitzige Jagdflugzeug Fokker C.V-D. Es wurden über 1000 dieser Maschine in Ungarn, Italien, Norwegen, Schweden, Finnland, Dänemark, Schweiz und den Niederlanden gebaut. Die letzten Ausbaustufen dieser Modelle hatten einen 544 kW (729 PS) starken Bristol-Pegasus-Motor. Die bis 1936 in der Schweiz gebauten Fokker C.V waren mit einem Hispano-Motor ausgestattet. Einzelne Maschinen dieses Typs, die in Finnland im Dienst waren, hatten anstelle von Rädern Kufen. In Schweden hatten Modelle mit Bristol-Jupiter-Motoren die Bezeichnung J.3, später S.6. Es wurden Motoren von mindestens 8 verschiedenen Herstellern in die Modelle der Fokker C.V eingebaut.

## Besondere Flugleistung
Zwischen März und Juni 1926 flog der Hauptmann Botved der Dänischen Luftstreitkräfte eine Fokker C.V von Kopenhagen nach Tokio und wieder zurück, über Britisch-Ostindien und Sibirien. Die Gesamtflugzeit betrug nur 72 Stunden bei insgesamt 10.395 Kilometern Flugstrecke. Ein weiterer Rekord war ein Flug von Neapel, Italien nach Tripolis, Libyen.

## Zwischenfälle
Zwischen 1927 und 1943 gab es 121 Unfälle mit Maschinen dieses Typs mit insgesamt 42 Toten.

## Nutzer
Bolivien
- Cuerpo de Aviation: fünf C.V-C wurden im Januar 1925 mit einem 600-PS-Antrieb von Hispano-Suiza bestellt und im September 1926 geliefert.

 China
- Chung-Hua Min-Kuo K'ung Chuan: im April 1930 wurden 30 Stück geordert und im gleichen Jahr während der Mandschurei-Krise gegen Japan eingesetzt.

 Dänemark
- Hærens Flyvertropper: fünf C.V-B mit 400-PS-Triebwerken Lorraine-Dietrich 12Db wurden 1926 überstellt, 13 weitere in Lizenz produziert. Auf Basis einer 1933 gelieferten C.V-E mit Bristol-Jupiter-Motor und Vierblattluftschraube[2] entstanden weitere 30 lizenzierte Exemplare, die ebenfalls Jupiter-Antriebe erhielten.

 Deutsches Reich
- Luftwaffe: zwei intakte C.V sowie etwa zwanzig in Werften befindliche wurden im Frühjahr 1940 während des Überfalls auf Dänemark erbeutet und im Krieg gegen die Sowjetunion innerhalb der am 18. Oktober 1943 gebildeten 1. Staffel der Nachtschlachtgruppe 11 (1./NSGr 11) zusammengefasst, wo sie mit lettischen Freiwilligen nächtliche Störangriffe gegen die sowjetischen Truppen flogen.

 Estland

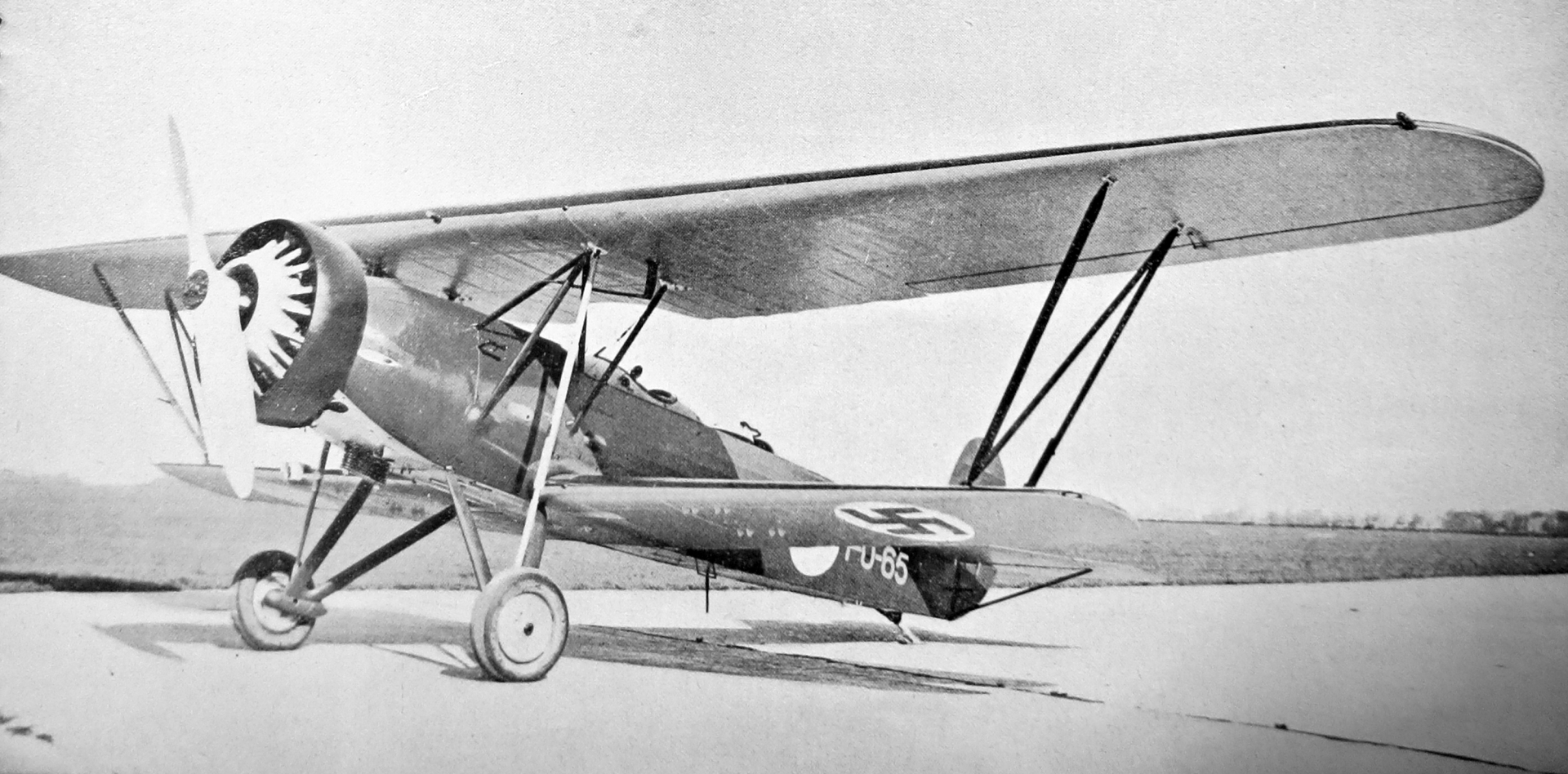
Finnische Fokker C.V-E

- Eesti Lennuvägi: C.V-E mit 635-PS-Motor Bristol Pegasus standen Mitte der 1930er Jahre als Bomber im Dienst.[3]

 Finnland
- Ilmavoimat: die finnischen Luftstreitkräfte erwarben 1927 zunächst nur eine C.V-E. Im Jahr 1934 erweiterten sie die Bestellung um weitere 13 Stück.

 Königreich Italien
- Regia Aeronautica: Italien importierte 1925 mindestens eine C.V-E und begann 1927 bei den Officine Ferroviarie Meridionali (O.F.M.) in Neapel mit dem Lizenzbau als Romeo Ro.1. Als Antrieb diente der ebenfalls nachgebaute britische Bristol Jupiter mit 420 PS. Aus ihr entstand die Ro.1bis mit verbessertem Fahrwerk und dem Jupiter VIII von Piaggio mit 550 PS. Insgesamt wurden 330 Ro.1 und Ro.1bis produziert.

 Japan
- zwei Stück für Erprobungszwecke, anschließend kam eine C.V in den Besitz der Zeitung Asahi Shimbun und flog mit dem zivilen Kennzeichen J–BAZA als Postflugzeug auf der Strecke Tokio–Niigata.[3]

 Nicaragua
- Cuerpo de Aviation de la Guardia Nacional: C.V-E mit 450-PS-Triebwerk Hispano-Suiza im Mehrzweckeinsatz.[3]

 Niederlande

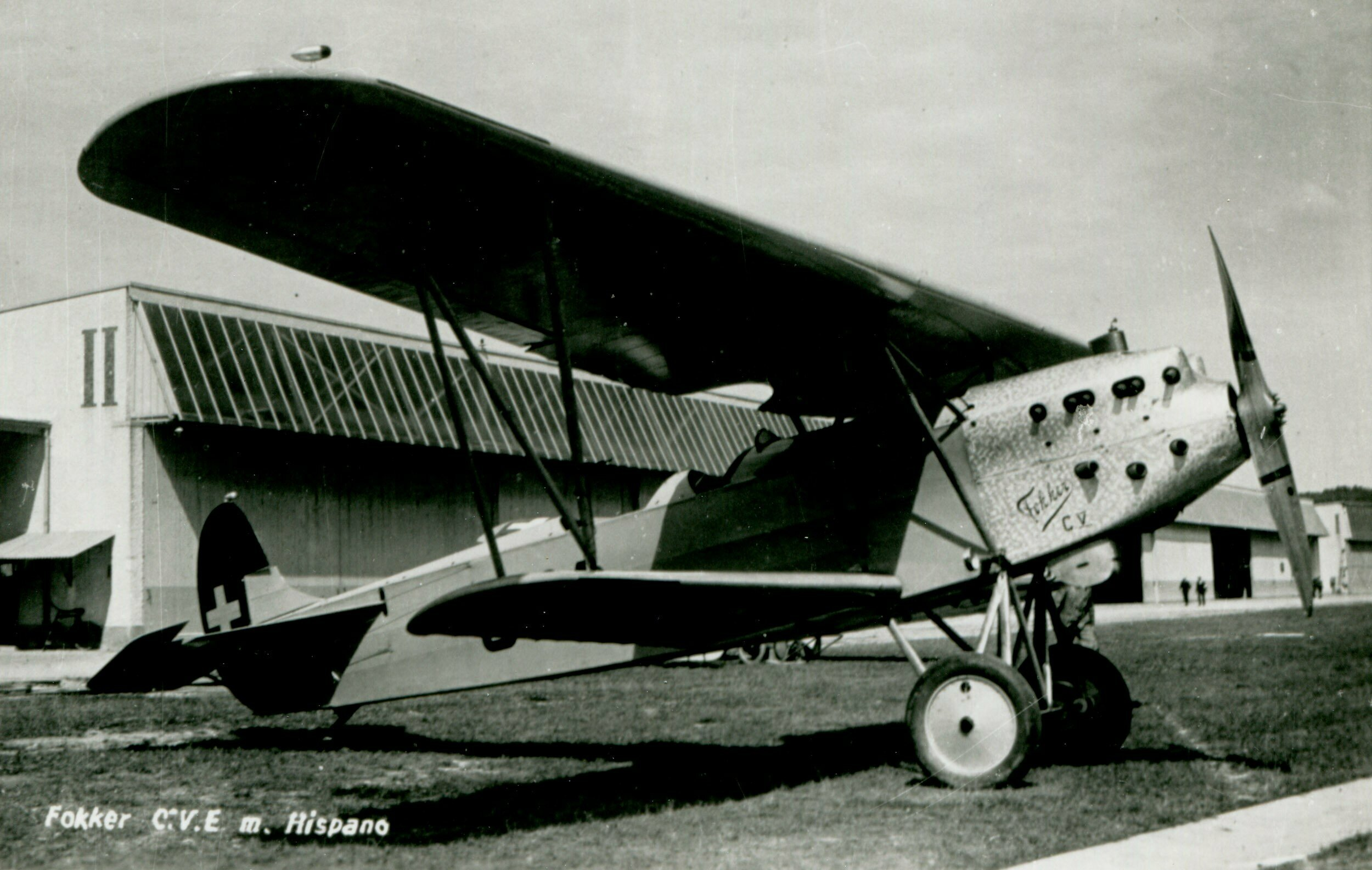
Fokker C.V-E der Schweiz

- Koninklijke Luchtmacht: die erste, noch auf der C.IV basierende Serie wurde im Dezember 1924 geordert und am Ende des Folgejahres ausgeliefert. Es folgten 18 C.V-B und zwölf C.V-C sowie eine Anzahl C.V-D. 20 C.V wurden für den Dienst in den Überseekolonien mit Motoren vom Typ Curtiss Conquerror produziert.
- Koninklijke Marine: sechs Schwimmerflugzeuge C.V-W wurden ausgeliefert, aber wegen ungenügender Leistungen auf den C.V-C-Standard zurückgerüstet.

 Norwegen
- Hærens Flyvevesen: die norwegischen Luftstreitkräfte bestellten 1927 fünf mit dem Bristol Jupiter IV ausgerüstete C.V, die den Ausgangspunkt für eine im selben Jahr begonnene Serienproduktion in Haerens Flyvemaskinsfabrik nahe Lillestrøm bildeten. Die ersten Exemplare erhielten den Jupiter-Motor, spätere Serien einen Armstrong Siddeley Panther- oder einen deutschen BMW-Antrieb. Alle C.V erhielten ab 1936 ein verstärktes Fahrwerk.

 Schweden

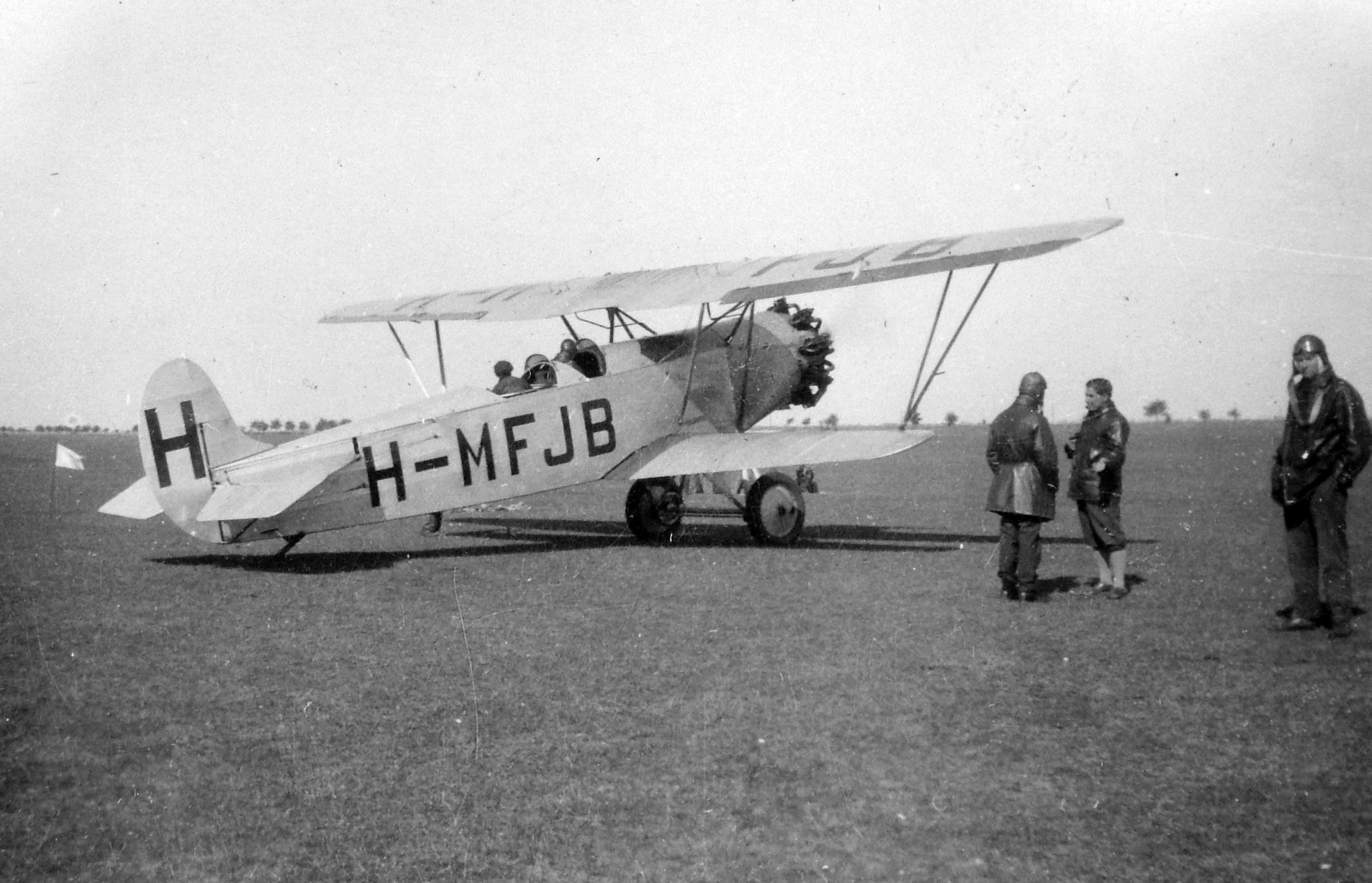
Ungarische WM-16

- Kungliga Flygvapnet: Schweden erwarb 1927 zwei C.V-D, die später um weitere sechs ergänzt wurden. Sie dienten in der Rolle als Jagdflugzeug (als J-3) und als leichte Bomber (als S-6A). 39 weitere Flugzeuge wurden 1933/1934 in Lizenz hergestellt.

 Schweiz
- Flugwaffe: die Schweiz orderte in den Jahren 1927 und 1931 jeweils drei C.V mit Bristol Jupiter und begann 1933 bei K+W in Thun und Dornier in Altenrhein mit dem Lizenzbau von 88 weiteren Exemplaren.

 Ungarn
- Magyar Aeroforgalmi: ein Auftrag über vier C.V-E mit Jupiter-Antrieben wurde im Januar 1927 aufgegeben, die im Sommer 1928 eintrafen. Auf deren Grundlage begann 1932 in den Manfréd-Weiss-Werken Budapest eine Lizenzproduktion unter der Bezeichnung WM-16. Diese Flugzeuge besaßen einen geänderten Rumpf und waren mit einem stärkeren Triebwerk sowie Fotokameras und Außenträgern für Bomben ausgestattet. Im Jahr 1936 erschien die abgeänderte Aufklärungsversion WM-21.

## Technische Daten
| Kenngröße             | Fokker C.V-D (Sternmotor)                                                                                       | Fokker C.V-D (V-Motor)                                                                                          |
| --------------------- | --- | --- |
| Besatzung             | 2 | 2 |
| Länge                 | 9,46 m | 9,50 m |
| Spannweite            | 12,50 m | 12,50 m |
| Flügelfläche          | 28,80 m² | 28,80 m² |
| Höhe                  | | 3,50 m |
| Leermasse             | 1125 kg | 1250 kg |
| max. Startmasse       | 1725 kg | 1850 kg |
| Antrieb               | ein luftgekühlter 9-Zylinder-Sternmotor Bristol Jupiter VI mit 729 PS (455 kW) Leistung                         | ein flüssigkeitsgekühlter 12-Zylinder-V-Motor Hispano-Suiza 12 mit 450 PS (331 kW)                              |
| Anfangssteigrate      | 1000 m in 1:54 min                                                                                              | |
| Höchstgeschwindigkeit | 245 km/h | 225 km/h in 4000 m Höhe                                                                                         |
| Marschgeschwindigkeit | | 185 km/h |
| Reichweite            | 770 km | 770 km |
| Dienstgipfelhöhe      | 7300 m | 5500 m |
| Bewaffnung            | 1 oder 2 7,9-mm-MG im Bug und 1 oder 2 7,9-mm-MGs auf einer Lafette am hinteren Cockpitende sowie 200 kg Bomben | 1 oder 2 7,9-mm-MG im Bug und 1 oder 2 7,9-mm-MGs auf einer Lafette am hinteren Cockpitende sowie 200 kg Bomben |

## Trivia
Die Fokker C.V war so sehr robust, dass der Hersteller Fokker über zu wenige Wartungsaufträge für Maschinen dieses Typs klagte.

## Vergleichbare Muster
- Belgien: Renard R-31
- Dänemark: Orlogsværftet O-Maskinen
- Deutsches Reich: Heinkel HD 17, Heinkel He 46
- Finnland: VL Kotka
- Frankreich: ANF Les Mureaux 113, Breguet 19, Breguet Br.270, Levasseur PL.4, Potez XV, Potez 25, Potez 39
- Königreich Italien: Ansaldo A.120, Caproni Ca.111, I.M.A.M. Ro.1, I.M.A.M. Ro.30, I.M.A.M. Ro.37
- Japan: Kawasaki Typ 88, Nakajima Ki-4, Mitsubishi B2M
- Litauen: ANBO-IV
- Niederlande: Fokker C.X
- Polen: Lublin R-VIII, Lublin R-XIII
- Rumänien: SET 4, SET 7
- Schweiz: Häfeli DH-5, K+W C-35
- Sowjetunion: Polikarpov R-5
- Spanien: AME VI, Loring R-I, Loring R-III
- Thailand: Boripatra
- Tschechoslowakei: Aero A.11, Aero A.14, Aero A.32, Letov Š-28
- Vereinigtes Königreich: Armstrong Whitworth Atlas, Avro Bison, Blackburn Blackburn, Blackburn Ripon, Fairey III
- Vereinigte Staaten: Curtiss Falcon, Douglas O-2, Douglas O-38, Thomas-Morse O-19, Vought O2U Corsair